# Unser Sandmännchen: Schornsteinfeger
Schornsteinfeger ist ein vom DEFA-Studio für Dokumentarfilme gedrehter Abendgruß für die Reihe Unser Sandmännchen des Fernsehens der DDR von Ernst Cantzler aus dem Jahr 1977.

## Handlung
Corinna sitzt in ihrem Zimmer und knetet einen Schornsteinfeger, denn ihr Vater übt diesen Beruf aus.
Mit seinem Fahrrad fährt er zu den Häusern, in denen er am nächsten Tag die Schornsteine fegen will, um das an den Haustüren durch ein Zeichen anzukündigen. Bevor er dann zu fegen beginnt, ruft er auf dem Hof noch einmal allen Bewohnern zu, dass sie die Schieber an den Öfen zumachen sollen, damit kein Schmutz in die Wohnungen kommen kann. Nun lässt er sich noch den Dachbodenschlüssel geben, um auf den Schornstein steigen zu können. Von dort oben kann er über die ganze Stadt blicken und während er einen Schornstein reinigt, singt er immer ein Lied. Für das Aufsteigen auf solch einen Schornstein braucht man viel Mut, den sich Corinnas Vati auch erst während seiner Lehrzeit aneignen musste. Heute ist er Meister und hat damit keine Probleme mehr.
Wenn ihn Leute auf der Straße treffen, wollen sie ihn oft anfassen, weil das Glück bringen soll. Da sich seine Werkstatt neben einem Standesamt befindet, gehören auch viel frisch getraute Paare dazu. In der Werkstatt repariert er sein Werkzeug, seine Besen und Leinen. Wenn er nach seiner Arbeit Zeit findet, geht er mit Corinna  in einen Park und beide malen die Landschaft, was sie gerne machen. Besonders freut sich Corinnas Vati, wenn er in einem Kindergarten den Schornstein fegen muss. Die Kinder sind immer nett und singen ihm auch manchmal ein Lied über die Schornsteinfeger und dafür dürfen sie ihn auch alle einmal anfassen. 

## Produktion und Veröffentlichung
Schornsteinfeger  wurde von der Künstlerischen Arbeitsgruppe (KAG) Realabendgruß-Produktion der DEFA für die Serie Elternporträt als Folge der Filmreihe Unser Sandmännchen auf ORWO-Color gedreht und am 21. März 1977 das erste Mal im Fernsehen der DDR gesendet. Die erste nachweisbare Aufführung auf einer großen Leinwand erfolgte am 15. Dezember 2019 im Berliner Zeughauskino.
Das Szenarium stammt von Nina Freudenberg.